# Idioma marwari

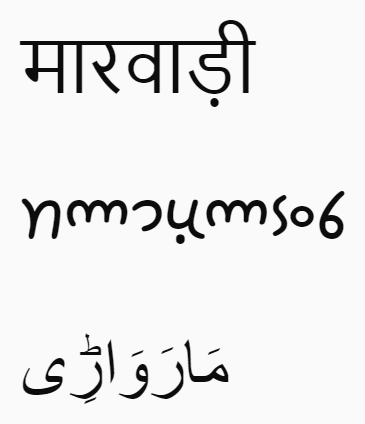
Marwari escrit en devanagari, mahajani i urdú.

L'idioma Marwari (Marwari मारवाड़ी; també dit Marvari, Marwadi, Marvadi) és un idioma rajasthaní parlat a l'estat indi de Rajasthan. El Marwari també es troba en els estats veïns de Gujarat i Haryana i al Pakistan oriental. Amb prop de 13,2 milions de parlants (el 1997), és l'idioma més parlat pel nombre de parlants de l'subgrup Marwari de l'idioma rajastaní. Hi ha 13 milions de parlants al Rajasthan i a la resta, 200.000 a la província de Sind de Pakistan. Hi ha prop de 23 dialectes de l'idioma Marwari.
Està escrit popularment in escriptura devanagari, com en hindi, maratí, nepalès i el sànscrit; encara que va ser escrit històricament en mahajaní. El Marwari actualment no té estatut oficial com a llengua d'educació i govern. Hi ha hagut una empenta en el passat recent per al govern nacional per reconèixer aquest idioma i donar-li un estatus programat. L'estat de Rajasthan reconeix el rajasthaní com a llengua.
Al Pakistan, hi ha dues varietats de l'Marwari. Poden o no estar prou a prop de l'Marwari de l'Índia a ser considerat el mateix idioma. Els parlants de l'Marwari es concentren a Sind. Al Pakistan, el Marwari generalment s'escriu usant una versió modificada de l'alfabet àrab.
El Marwari encara es parla àmpliament en i al voltant de Bikaner. Hi ha esforços continus per identificar i classificar aquest grup d'idiomes i les diferències lingüístiques.

## Història
Es diu que el Marwari i el guyaratí van evolucionar des del Gujjar Bhakha o Maru-Gurjar, idioma dels gurjar. La gramàtica formal del rajasthaní va ser escrit pel monjo jain i eminent erudit Hemachandra Suri.

## Classificació i llengües relacionades
El marwari sona similar al haryanvi i és similar al gujarathí, panjabí, hindi i el harjanvi. Llengües estretament relacionades amb el marwari en el grup rajasthaní són: gojri, shekhawati, hadoti, dhundhari, mewari, brij, bagri, wagdi, mewati.

## Distribució geogràfica
El Marwari es parla principalment a l'estat indi de Rajasthan. Els parlants de Marwari s'han dispersat per tota l'Índia i altres països, però es troben sobretot en l'estat veí de Gujarat i en l'est del Pakistan. També es troben parlants en Bhopal. Amb prop de 13,2 milions de parlants (el 1997, prop de 13 milions a l'Índia i 200 000 al Pakistan) és el més gran de la subgrup Marwari del grup rajasthaní de dialectes occidentals de l'hindi.

## Fonologia
Comparteix una similitud el lèxic de l'50% -65% amb l'hindi (això està basat amb la comparació de la llista Swadesh). El Marwari té diverses paraules en cognats amb l'hindi. Correspondències fonètiques notables inclouen /s/ en hindi amb /h/ en Marwari. Per exemple /persona/ 'or' (hindi) i /hono/ 'or' (Marwari). /h/ de vegades s'elideix. També hi ha una varietat de canvis vocàlics. La majoria dels pronoms i interrogatius són, però, diferents d'aquells de l'hindi.

## Gramàtica
El Marwari té estructura gramatical que és bastant similar a l'hindi. La seva estructura de l'oració principal és SOV (subjecte-objecte-verb). La majoria dels pronoms interrogatius i utilitzats en el Marwari són diferents dels utilitzats en hindi. A el menys en el propi Marwari i en el harauti tenen una inclusivitat diferent.

## Vocabulari
El vocabulari Marwari és una cosa similar a altres idiomes índics, especialment l'Hindi, rajasthani i gujarati, però, elements de la gramàtica i la terminologia bàsica es diferencien prou com per obstaculitzar de forma significativa la intel·ligibilitat mútua. Addicionalment, Marwari fa servir diverses paraules preses del sànscrit (l'ancestre de la majoria dels idiomes de nord de l'Índia) que no estan en l'hindi.

## Sistema d'escriptura
El Marwari està generalment escrit en Devanagari, tot i que l'escriptura mahayana està tradicionalment associada amb l'idioma. Tradicionalment estava escrit en mahayani (que no té vocals, només consontantes). Al Pakistan s'escriu en escriptura persoaràbiga amb modificacions. L'ortografia històrica Marwari per Devanagari utilitza altres caràcters en lloc de lletres Devanagari estàndards.